# Cadafaz (Góis)
Cadafaz é uma localidade portuguesa do Município de Góis que foi sede da extinta Freguesia de Cadafaz, freguesia que tinha 37,16 km² de área e 190 habitantes (2011), e, por isso, uma densidade populacional de 5,1 hab./km².
A Freguesia de Cadafaz foi extinta em 2013, no âmbito de uma reforma administrativa nacional, para, em conjunto com a Freguesia de Colmeal, formar uma nova freguesia denominada Cadafaz e Colmeal da qual é a sede.
A Freguesia de Cadafaz englobava várias povoações para além da sua sede, nomeadamente: Cabreira, Corterredor, Tarrastal, Candosa, Capelo, Sandinha, Mestras e Relvas.
Cadafaz pertenceu ao concelho de Seia até 1852, quando passou a fazer parte do concelho de Arganil, até integrar o actual município de Góis.

## População
| População da freguesia de Cadafaz | População da freguesia de Cadafaz | População da freguesia de Cadafaz | População da freguesia de Cadafaz | População da freguesia de Cadafaz | População da freguesia de Cadafaz | População da freguesia de Cadafaz | População da freguesia de Cadafaz | População da freguesia de Cadafaz | População da freguesia de Cadafaz | População da freguesia de Cadafaz | População da freguesia de Cadafaz | População da freguesia de Cadafaz | População da freguesia de Cadafaz | População da freguesia de Cadafaz |
| --------------------------------- | --------------------------------- | --------------------------------- | --------------------------------- | --------------------------------- | --------------------------------- | --------------------------------- | --------------------------------- | --------------------------------- | --------------------------------- | --------------------------------- | --------------------------------- | --------------------------------- | --------------------------------- | --------------------------------- |
| 1864                              | 1878                              | 1890                              | 1900                              | 1911                              | 1920                              | 1930                              | 1940                              | 1950                              | 1960                              | 1970                              | 1981                              | 1991                              | 2001                              | 2011                              |
| 1 099                             | 1 108                             | 1 038                             | 1 109                             | 1 130                             | 1 069                             | 1 096                             | 1 110                             | 1 007                             | 897                               | 619                               | 493                               | 366                               | 283                               | 190                               |

| Distribuição da População por Grupos Etários | Distribuição da População por Grupos Etários | Distribuição da População por Grupos Etários | Distribuição da População por Grupos Etários | Distribuição da População por Grupos Etários | Distribuição da População por Grupos Etários | Distribuição da População por Grupos Etários | Distribuição da População por Grupos Etários | Distribuição da População por Grupos Etários | Distribuição da População por Grupos Etários |
| -------------------------------------------- | -------------------------------------------- | -------------------------------------------- | -------------------------------------------- | -------------------------------------------- | -------------------------------------------- | -------------------------------------------- | -------------------------------------------- | -------------------------------------------- | -------------------------------------------- |
| Ano                                          | 0-14 Anos                                    | 15-24 Anos                                   | 25-64 Anos                                   | > 65 Anos                                    |                                              | 0-14 Anos                                    | 15-24 Anos                                   | 25-64 Anos                                   | > 65 Anos                                    |
| 2001                                         | 25                                           | 32                                           | 101                                          | 125                                          |                                              | 8,8%                                         | 11,3%                                        | 35,7%                                        | 44,2%                                        |
| 2011                                         | 17                                           | 9                                            | 68                                           | 96                                           |                                              | 8,9%                                         | 4,7%                                         | 35,8%                                        | 50,5%                                        |

## Património
- Igreja Paroquial de Cadafaz, séc. XVII
- Capela de Santo António
- Lagar da Cabreira, um lagar de azeite comunitário
- Ponte da Cabreira
- Capela da Candosa
- Pedra Riscada (arte rupestre)
- Igreja de Nossa Senhora das Neves (matriz)
- Capela da Senhora da Boa Morte e de Santa Luzia
- Vestígios romanos

## Espaços naturais
- Praia fluvial da Cabreira
- Vale do rio Ceira